# Associação Desportiva Senador Guiomard
L'Associação Desportiva Senador Guiomard, també anomenada ADESG, és un club de futbol brasiler de la ciutat de Senador Guiomard a l'estat d'Acre.

## Història
L'Associação Desportiva Senador Guiomard fou fundada el 26 de gener de 1982. Es proclamà campió del Campionat acreano el 2006, després de vèncer les dues fases del campionat. Fou el primer club de fora de la capital que guanyà el campionat.

## Palmarès
- Campionat acreano:
  - 2006